# (2218) Wotho
(2218) Wotho es un asteroide perteneciente al cinturón de asteroides, descubierto el 10 de enero de 1975 por Paul Wild desde el Observatorio de Berna-Zimmerwald, Berna, Suiza.

## Designación y nombre
Designado provisionalmente como 1975 AK. Fue nombrado Wotho en homenaje a Wotho atolón del pacífico.